# Upplands runinskrifter 475
Upplands runinskrifter 475 är en vikingatida runristning på ett jordfast stenblock i Vickeby, Knivsta socken och Knivsta kommun. Ristningsytan är cirka 1,5 meter hög och 0,9 meter bred. Runslingan är cirka 5 centimeter bred. Ovanför runslingan finns ett likarmat kors med cirka 15 centimeter långa korsarmar. Själva stenblockets storlek är cirka 2,5 gånger 2,6 meter. Man har funnit talrika spår av den bro som omnämns i ristningen  i sänkan nedanför stenen. Även på U 476 omnämns denna bro.

## Inskriften
Translitterering av runraden:
finuiþr · lit · gera · stenmerki · ok · buro · eftiʀ · faslaugu muþur sena
Normalisering till runsvenska:
Finnviðr let gæra stæinmærki ok bro æftiʀ Fastlaugu, moður sina.
Översättning till nusvenska:
Finnvid lät göra stenmärket och bron efter Fastlög, sin moder.